# Date Maszamune
Date Maszamune (伊達政宗, Hepburn-átírással: Date Masamune; 1567 szeptember 5. – 1636 június 27.) a Date daimjó család 17. vezetője volt, akik Deva és Mucu tartomány felett uralkodtak az Azucsi–Momojama-korban és a korai Edo-korban. A Szengoku-kor egyik kiemelkedő személyisége, ő alapította a mai Szendai városát, a Szendai han első vezetője volt. Gyermekkorában himlő miatt bal szemére megvakult, ennek következtében az "Egyszemű sárkány" (独眼竜, dokuganrjú) jelzőt kapta. Szintén híres ismertető jegye jellegzetes sisakja, amelyen egy félhold alakú dísz van.

## Élete

### Születésétől első csatájáig
1567 szeptember 5-én (japán időszámítás szerint: Eiroku-korszak 10. éve, augusztus 3.) Deva tartományban, a Jonezava kastélyban született. Édesapja Date Terumune, a 16. vezető, édesanyja Josihime (義姫), a főfeleség (Mogami Josimori lánya, Mogami Joshiaki húga). A gyermekkori neve Bontenmaru, amit 1577-ben a felnőtté avatási ceremóniája után Date Tódzsiró Maszamunére változtatott. A "Maszamune" nevet a Date család ősének tartott Date Maszamunéről kapta apjától, Terumunétől. Hogy tőle megkülönböztessék, gyakran nevezik Tódzsiró Maszamunének. A történelmi forrásokban is gyakran említik Maszamuneként, de ez valójában elírás. A Date nemzetségben korábban az vált szokássá, hogy az Asikaga-sógunt kérik fel a névadásra, de ez elmaradt Maszamune idejében, mivel Oda Nobunaga éppen akkor száműzte Asikaga Josiakit a fővárosból, Kiotóból. 1579-ben Josihime (vagy Megohime, 愛姫), Szendó daimjójának lánya, Maszamune főfelesége lett. 1581-ben a szomszédos daimjó, Szóma ellen vonult először csatába.

### A hatalomátvételtől a szuriageharai csatáig
1584-ben apja visszavonulása után a család 17. vezetőjévé lépett elő.  Ebben az időben fiatal kora miatt le akart mondani, de a fontos feladatot ellátó vazallus tisztségét megkapva rá szállt az örökség.
Az Obama vár ura, Óucsi Szadacuna szövetkezett a Nihonmacu vár urával, Hatakejama Yoshicuguval azzal a céllal, hogy megszabaduljon a Tamura család irányítása alól. 1585-ben Maszamune az Odemori várhoz vezette csapatait és hogy demonstrálja erejét a szomszédos területeknek mindenkivel végzett, aki a várban volt. Yoshicugu látva Óucsi Szadacuna bukását megadta magát, de aztán elrabolta Terumunét. Maszamune, aki ekkor éppen solymászni ment azonnal visszafordult, követte Yoshicugut és mindenkit lelőtt, beleértve Terumunét. Egyesek ezt Masamune apja elleni összeesküvésének tekintik, arra alapozva, hogy a solymászat közbeni kísérete fel volt fegyverkezve.
Terumune temetése után Nihonmacu várát ostrom alá vette és összecsapott a Szatake család által vezetett 30.000 főt számláló dél-ósúi sereggel Hitotoribasiban. Maszamune túlerővel találta szemben magát, de a veszélyes helyzetből sikerült elmenekülnie Oniniva Josinao segítségével. A következő nap a Szatake erők kivonásával  elmúlt a fenyegetés. (Hitotoribasi csata)
A főtanácsos (関白, kanpaku vagy kampaku), Tojotomi Hidejosi betiltotta a Kantó és Tóhoku régiók daimjói közötti személyes okokból kezdeményezett háborúskodást, kiemelten a kantói Hódzsó család és a tóhokui Date családra vonatkozva. De Masamune figyelmen kívül hagyta ezt a parancsot és folytatta a harcokat.
1588-ban beleavatkozott az északi Ószaki család belső konfliktusába és 10.000 katonával megszállta a területet, de szembe kellett néznie Kurokava Haruudzsi  lázadásával és az Ószaki család makacs ellenállásával, így vereséget szenvedett. Ráadásul nagybátyja, Mogami Josiaki, akiben növekedett az ellenszenv Maszamune iránt, szintén harcba szállt az Ószakik oldalán és megtámadta a Daték területét. Az ügyet Maszamune édesanyja, Josihime (義姫) közbelépésével sikerült rendezni (Ószaki csata).  Ezen kívül, a déli területeket az Asina család és a Szóma család támadta, de visszaverték őket és sikerrel jártak a Tamura család területeinek biztosításában is, ami felesége, Megohime szülőföldje (Korijamai csata).
1589-ben legyőzte az Aizu tartományi Asina Josihirót a Bandai hegy lábánál, Szuriageharánál. (Szuriageharai csata). Josihiro feladta a Kurokava várat, visszamenekült a szülőföldjére a Szatake nemzetséghez és ezzel az Asinák szengoku daimjóként megbuktak.Több család csatlakozott Maszamunéhez, az ellenállást tanúsító Nikaidó családot elpuszrította.
Ebben az időben Maszamune irányítása alatt jelentős nagyságú terület állt: Fukusima prefektúra egy része, Aizu régió, Jamagata- és Mijagi prefektúra déli része. Ráadásul befolyása alá került Dél-Mucu számos vezető családja, mint a Sirakava Júki család, és a mai Mijagi prefektúra északi részét és Ivate prefektúra egy részét irányító Ószaki család és Kasai család.

### Odavarai csata és Tojotomi uralma
Tojotomi Hidejosi folytatta az ország egyesítését, amit Oda Nobunaga megkezdett. A Date házhoz is többször érkezett levél, amiben arra biztatták, hogy menjen a fővárosba és tegye tiszteletét Hidejosinál, de Masamune figyelmen kívül hagyta.
1590-ben Hidejosi ostrom alá vonta Odavarát. Úgy tartják Masamune a végsőkig habozott, hogy melyik oldalon szálljon harcba, mivel az Odagava felett uralkodó Go-Hódzsó családdal még az apja korától fogva szövetségesek voltak. Végül Hidejosi haderejét számításba véve hozzá csatlakozott. Amikor Maeda Tosiie számon kérte kései érkezése miatt – úgy tartják – kijelentette, hogy Szen no Rikjútól, a híres teamestertől szeretne órákat venni, amivel kiérdemelte Hidejosiék csodálatát. Azt mondják, azért tett így, mert ismerte Hidejosi fényűzést kedvelő személyiségét. A Hódzsó család is megadta magát és Hidejosi a Kurokava várba történő bevonulásával, ami Maszamune rezidenciája, Ósú vidékét is magáénak tudhatta. Sikeresen egyesítette az országot.
Bár 1591-ben Gamó Udzsiszatóval együtt leveri a Kaszai-Ószaki lázadást, kiderül, hogy maga Maszamune bujtotta, ugyanis Udzsiszató kezébe került egy a lázadóknak címzett levél, amiről úgy vélték, Maszamune írta. Ráadásul Hidejosi fülébe jutott a pletyka, miszerint a lázadók által védett váron Maszamune zászlaja van felhúzva. Hidejosi mégis megbocsátott Maszamunénak, aki azt állította, hogy nem tőle származik a felbujtó levél, de területeket vett el tőle. Ez idő tájt Maszamunét Hasiba-Ószaki kamarásnak (羽柴大崎侍従) nevezték, mivel Hidejosi felvette a Hasiba nevet, és a fővár, Ivadejama vára régen Ószaki terület volt.
1593-ban Hidejosi hadjáratot indított Koreába. A felszerelés, amit Maszamune a katonáinak adott, annyira pompás volt, hogy amíg a fővárosba tartottak, híre ment. 3000 vagy 1500 főről szólnak a feljegyzések. Úgy tartják, hogy a kiotói lakosság csendben figyelte a többi csapat vonulását, de Maszamune csapatait látva éljenzésben törtek ki. Azt mondják innen ered a japán datemono (伊達者) kifejezés, amit az extrém viseletet kedvelő emberekre használnak. Japán és a Koreai-félszigeten uralkodó Ming-dinasztia közötti béketárgyalások közben Maszamune csapatai felmentést kaptak a Korea déli partvidékein történő erődítményépítés alól, mégis aktívan részt vettek a munkálatokban és visszautasították a Hidejositól érkező muníciót. Az 1598 utáni harcokban Maszamune nem vett részt.
1593-tól Aszano Nagamasza, daimjó válik közvetítővé Date Maszamune és Tojotomi között, de 1596-ban Maszamune nem tudta tovább elviselni személyét és levélben felbontotta a kapcsolatot. Szövetséget kötött a Hódzsó családdal és többször ellenszegült Hidejosinak.
1595-ben a főtanácsos, Tojotomi Hidecugu szeppukut követett el Hidejosi elleni lázadás gyanúja miatt. A Hidecuguvel jó viszonyt ápoló Maszamune is veszélyes szituációba került, őt is megvádolták a lázadásban való részvétellel, de végül feloldozták. Mégis kényszerítették, hogy esküdjön meg, hogy ha megint lázadással vádolnák meg, lemond fia, Hidemune javára.
Hidejosi halála után 1599-ben Maszamune legidősebb lányát, Irohahimét Tokugava Iejaszu 6. fiához, Macudaira Tadateruhoz adta.

### A szekigaharai csata és a Mogami-csapatok
Tojotomi Hidejosi halála után, 1600-ban Iejaszu bűntető hadjáratot indított az aizui Ueszugi Kagekacu ellen és visszafoglalta a Tószaka Kacujuki által védett Siroisi várat. Továbbá megengedte Maszamunének, hogy visszavegye azt a 490 000 koku földet, ami korábban Ueszugi területté vált.
Ugyanaz év októberében lejátszódott a Szekigaharai csata. Amikor a nyugati seregekhez tartozó Ueszugi csapatai betörtek a keleti seregek mellett harcoló Mogami család területére (Haszedó vári csata), Maszamune, aki szintén a keleti seregekhez csatlakozott, a Mogami család segítségkérésére 3000 katonát küldött, és Moniva Cunamoto elfoglalta az Ueszugi területéhez tartozó Jubara várat. A Szekigaharai csatának Tokugava győzelemmel lett vége. Maszamune maga vezetve katonáit összecsapott Hondzsó Sigenagával, a Fukusima vár urával, hogy visszaszerezze Sinobu vidékét.
A következő év tavaszáig többször próbálta bevenni a várat, de végül csak 20 000 kokut tudott visszaszerezni a harcok kezdetén elvesztett területekből. Ráadásul kiderült, hogy támogatta az Ivaszaki lázadást, ezért nem kapta meg a várt jutalmat, amiért Iejaszu oldalán harcolt. Így vált 600 000 koku tulajdonosává.

### Szendai megalapítása és az 1613-as diplomáciai küldöttség

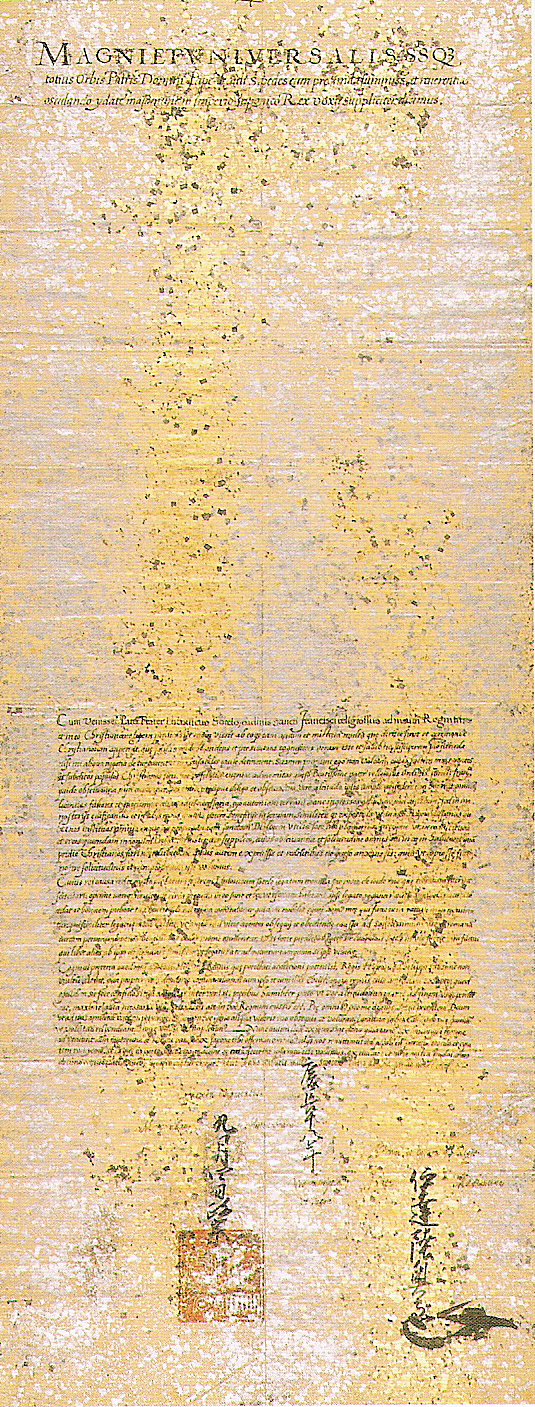
Date Maszamune a római pápának címzett levele

1601-ben elkezdte építtetni a Szendai várat és az azt körülvevő várost. Ezzel létrejött a Szendai han Date Maszamune vezetésével. 620 000 koku rizs jövedelme a harmadik legmagasabb volt az országban a Maeda és a Simazu család után. A Tokugava-sógunátustól a Macudaira nevet kapta, ezért Macudaira Mucu no kami-nak (松平陸奥守, Macudaira, Mucu vezetője) nevezték.
A város építése hatalmas munkálatokat vett igénybe, mintegy 1 000 000 ember dolgozott rajta. A han belügyeinek irányítására 47 hivatalt hozott létre.
Maszamune Szendai han és Spanyolország között kereskedelmi viszonyt szeretett volna létrehozni, ezért 1613-ban a spanyol király, III. Fülöp követe, Sebastián Vizcaíno közreműködésével galleon hajót építtetett, amit San Juan Bautistának neveztek el. Iejaszu beleegyezésével Luis Sotelo-t kinevezte diplomáciai követté, hűbéresét Haszekura Cunenagát és körülbelül 180 embert Új-Spanyolországba (Mexikó), Spanyolországba és Rómába küldött (az 1613-as diplomáciai küldöttség).

### Utolsó évei
A Kitakami folyó területének szabályozásával a mai napig meglévő gabonaföldek létrejöttét segítette elő. Ennek eredményeként a 620 000 koku termőképességű földön lehetővé tette 745 000 koku megtermelését. A kiotói és az oszakai kultúrát részesítette előnyben, ácsok és mérnökök hívásával a Momojama ízlésre jellemző ünnepélyességet és ragyogást a tóhokui sajátosságokkal ötvözte. Ebben a stílusban épült a nemzeti kincs, Ószaki Hacsimangú sintó szentély, a Zuigan-dzsi buddhista templom, a Siogama dzsindzsa sintó szentély és a Mucu Kokubun-dzsi Jakusidó buddhista templom. Isinomaki öbölben kikötőt hozott létre a Kitakami folyó torkolatánál. Így megteremtette a lehetőséget, hogy Edóba vízi úton szállítsák a rizst. Az Enkakidan esszében feljegyezték, hogy a legbőségesebb időszakban „Edo egyharmadát ósúi rizs látja el” (今江戸三分一は奥州米なり).
Maszamune vigyázott az egészségére, de 1634-től étkezési zavarral és nyelési nehézséggel küszködött. 1636-ban Kjógamine csúcsra nádat ültettetett és kijelentette, hogy ott akarja, hogy eltemessék. Később ide épült a Zuihóden, Maszamune és utódai mauzóleuma.
Június 27-én hunyt el (japán időszámítás: május 24.). Halálának oka rákos peritonitis vagy nyelőcsőrák lehetett. Két nappal később örököse, Date Tadamune átvehette hagyatékát.
15 vazallus és 5 vazallus vazallusa követte a halálba. Mivel Maszamune úgy gondolta, hogy tiszteletlenség szüleivel szemben az, hogy elvesztette az egyik szemét, még ha betegség miatt történt is, halála után készült fafaragásokon és képeken 2 szemmel ábrázolják a jobb szemét kissé lekicsinyítve. A sógunátus megparancsolta, hogy Edóban 7 napig, Kiotóban 3 napig gyászolják.

## Date Maszamune személye, anekdoták

### Az "Egyszemű sárkány" megnevezés eredete
Az „Egyszemű sárkány” eredetileg a kínai Tang-dinasztia császára, Li Kejong ( 李克用; pinjin: Lǐ Kèyòng) megnevezése volt, Maszmamunére Rai San'jó, edo-kori költő verse hatására kezdték használni. Himlő miatt vesztette el jobb szemét. Még Maszamune életében elterjedt róla az a hit, hogy ő Mankai, az egyszemű szent szerzetes reinkarnációja, és egy tóhoku térségi népmesében feltűnik egy földműves, aki azért indul útnak, hogy a spirituális erőkkel rendelkező Szendai Nagyúr (Maszamune) segítségét kérje. (Tóhoku Rádió – „Micsinoku Mukasibanasi” műsorából)

### A Tokugava házzal való kapcsolat
Tokugava Iemicu istenítette nagyapját, Iejaszut és a vele egy időben élt hősökre is felnézett. Különösképpen tisztelte Date Maszamunét. Amikor Maszamune ágynak esett, azon kívül, hogy orvost hivatott neki, elrendelte, hogy imádkozzanak egészségéért Edo templomaiban és szentélyeiben, sőt ő maga is meglátogatta Maszamunét. Halála után Edóban 7 napig, Kiotóban 3 napig megtiltotta az élet kioltását és a mulatozást.
Egy háborús feljegyzés szerint, Maszamune arra számított, hogy össze fog csapni a sógun seregeivel a hatalomért az ország felett, ezért a harcra készülve térképgyakorlatokat, stratégiai tervezéseket végzett (történelmi feljegyzés).
1628-ban Maszamune meghívta Tokugava Hidetadát edói kastélyába. Amikor Maszamune maga hozta be számára az ételt, Naitó Maszasige – Hidetada kísérete – azt mondta neki, hogy előbb kóstolja meg ő, nem mérgezett-e. A „Maszamunekó Onmjógosú” (政宗公御名語集), történelmi feljegyzés őrzi Maszamune haragos válaszát. Keményen kioktatta Maszasigét, hogy lehet, hogy 1618-ban (amikor még nem szilárdult meg a Tokugava uralom) még fellázadt volna, de ha meg is teszi, céljait nem olyan alantas eszközzel érné el, mint a mérgezés, hanem harccal. Azt mondják Hidetada, aki kihallgatta a beszélgetést, könnyekig hatódott.
Maszamune azt javasolta, hogy halála után Szendai várát építsék újra sík területen, hogy jobban illjen a békés időkhöz. Ezt úgy szokták értelmezni, hogy haláláig nem adta fel az ambícióját, hogy átveszi a hatalmat.

### Egyéb
- A hobbija a főzés. A legenda szerint neki köszönhető Ivadejama különlegessége, a koori-doufu (凍り豆腐, fagyos tofu) és a zunda (ずんだ). Békés időben az ételekkel kísérletezett. Így vélekedett a főzésről: „Megvendégelni valakit azt jelenti, hogy az évszakhoz illő étket tálalunk fel, amit mi magunk készítünk és szolgálunk fel” („Maszamunekó Onmjógosú”). Ezt a kijelentését olyan iskolákban használják mottóként, mint a Mijagi Cukrász Szakiskola és a Hattori Élelmiszeripari Szakiskola.
- A főzésen kívül több hobbija is volt, és úgy tartják, hogy késői éveiben egy napot sem töltött tétlenül. Különösen oda volt a nóért, amit fiatal kora óta tanult. A Hidetada által rendezett vers versenyen is kiemelkedően szerepelt.
- Az volt a szokása, hogy még ha korán fel is ébredt, nem kelt fel addig, ameddig nem jöttek felébreszteni a szokásos időben. Mindig vigyázott az egészségére, viszont dohányzott és az alkoholt is nagyon szerette. A Szendai várba még egy szaké főzdét is készíttetett.
- Létezik egy feltételezés, miszerint Maszamune titokban áttért a keresztény hitre, amit arra alapoznak, hogy személyes tárgyai között találtak egy rózsafüzért.
- Van egy padlizsánfajta, amit Maszamune gyermekkori neve után bontenmaru padlizsánnak neveztek el.
- Mijagi prefektúra Siogama városában, egy régi házban őriznek egy képet, amiről úgy tartják, Maszamune készítette.[13]
- A 6859 Datemasamune kisbolygót róla nevezték el.

## Genealógia
A főfelesége, Megohime mellett, legalább 7 ágyasa volt, 10 fia és 4 lánya született. A feljegyzésekben ezeket a számokat rögzítik, de fenn áll a lehetőség, hogy több gyermeke is született.
- Ágyasok
  - Íszaka no Cubone
  - Sinzó no Kata
  - Josimicu-in
  - Tenekei-in
  - Dzsógon-in
  - Hossó-in
  - Kotobuki-in
- Gyermekei
  - Date Hidemune
  - Irohahime
  - Date Tadamune
  - Date Munekijo
  - Date Munejaszu
  - Date Munecuna
  - Date Munenobu
  - Date Munetaka
  - Múhime
  - Takemacumaru
  - Date Munezane
  - Minehime
  - Date Munekacu
  - Szengikuhime
- Örömlány
  - Kónomae
- Törvénytelen gyermekek
  - Cuta
  - Vatari Munemoto

## Hűbéresek
- Date Sigezane
- Isikawa Akimicu
- Ruszu Maszakage
- Vatari Motomune
- Vatari Sigemune
- Kokubun Morisige
- Murata Munetane
- Kojanagava Morimune
- Koori Munenaga
- Isimonda Kagejori
- Date Maszataka
- Katakura Kagecuna (Kodzsúró)
- Moniva Cunamoto
- Siroisi Munezane
- Harada Munetoki
- Gotó Nobujaszu
- Szuzuki Motonobu
- Jasiro Kagejori
- Izumida Sigemicu
- Endó Munenobu
- Junome Kagejaszu
- Óucsi Szadacuna
- Inavasiro Morikuni
- Jamaoka Sigenaga
- Haszekura Cunenaga
- Isida Josizumi
- Kavamura Sigejosi
- Hamada Kagetaka

## Hit
A Rinzai iskolához tartozó Mjósi-dzsi templom főpapja, Koszai Szóicu hatással volt rá, és a Mjósin-dzsihez tartozó Hantó-in adományozója lett. Koszai kérésére újjáépítette a Zuigan-dzsit.

## Sírhelye

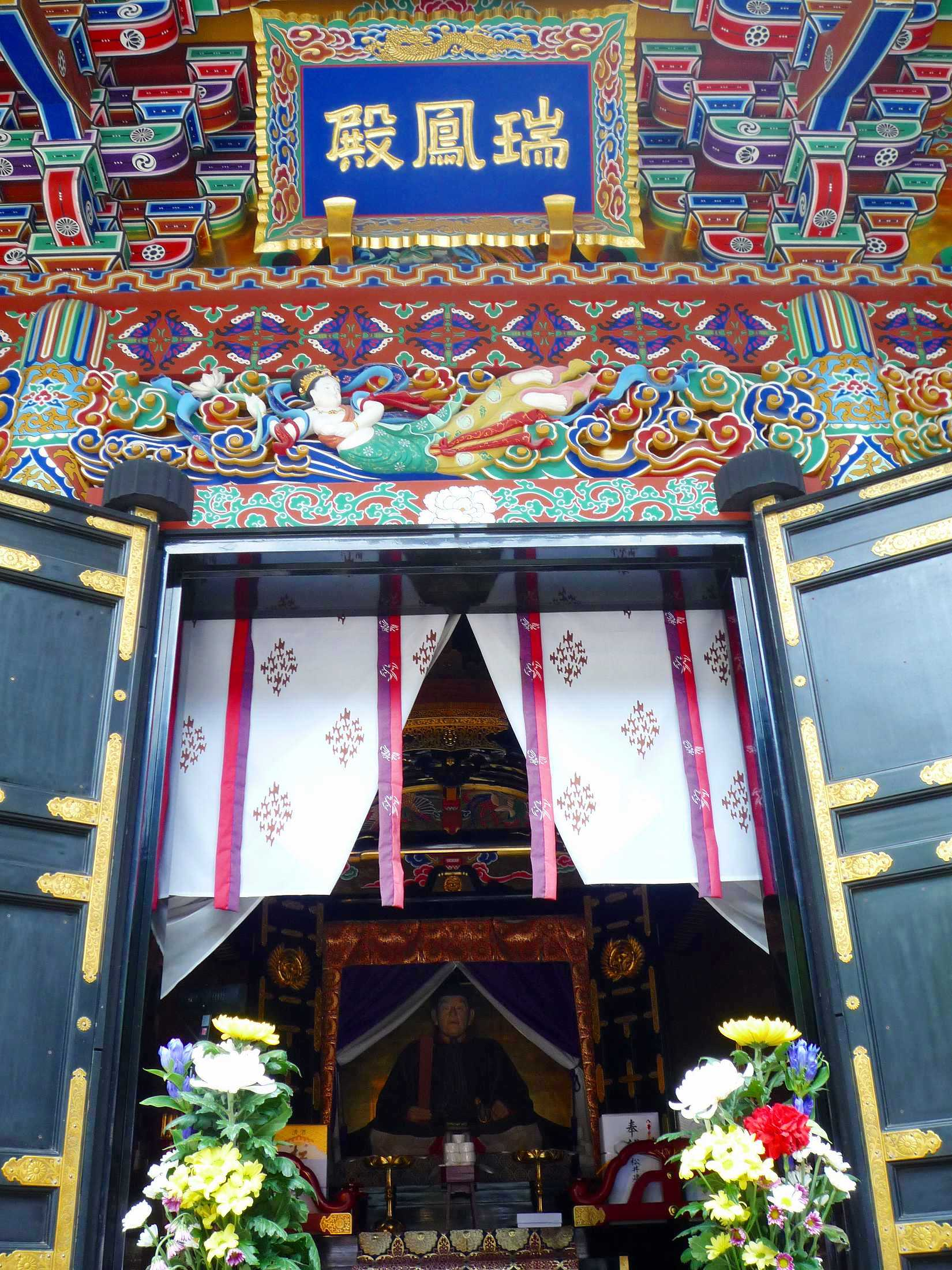
Maszamune faszobra a Zuihódenben

Maszamune és utódai mauzóleumát, a Zuihódent Date Tadamune építtette 1637-ben, Maszamune halála után. 1931-ben japán nemzeti kincs lett, de 1945-ben leégett. 1979-ben újjáépítették.
Az újjáépítést követően, 1974-ben feltárták a sírhelyet. A maradványokat vizsgálva kiderítették, hogy 159,4 cm magas volt (átlagos magasság a korban), és B vércsoporttal rendelkezett. Sírjában találtak többek között egy tacsi kardot, páncélt, egy írószertartó dobozt, ceruzát, napórát, tükröt, egy pipát, egy ezüst medált és egy arany rózsafüzért.

## Előfordulása a médiában
Számos regényt ihletett alakja, többek között Kaiondzsi Csógoró, Szaotome Micugu és Hosi Rjóicsi írt róla.
Utoljára 1959-ben készült róla film Dokuganrjú Date Maszamune címmel (rendező: Tóno Josikazu, főszerep: Jorozuja Kinnoszuke).
1987-ben Vatanabe Ken játszotta a Dokuganrjú Maszamune című sorozatban. 2013-ban is készült róla sorozat: Garjó no ten – Date Maszamune – Dokuganrjú to jobareta otoko.
Mangákban is feltűnik, például a Maszamune-szama to Kagecuna-kun-ban (készítő: Sigeno Naoki).
A Sengoku BASARA videójátékban ő az egyik főszereplő (hangja: Nakai Kazuja). A játékból animét is készítettek, ezen kívül 2009-ben Mijagi prefektúra kormányzóválasztásának jelképeként használták fel Maszamune karakterét.

## Fordítás
- Ez a szócikk részben vagy egészben  a(z)   伊達政宗 című japán Wikipédia-szócikk ezen változatának fordításán alapul.  Az eredeti cikk szerkesztőit annak laptörténete sorolja fel. Ez a jelzés csupán a megfogalmazás eredetét és a szerzői jogokat jelzi, nem szolgál a cikkben szereplő információk forrásmegjelöléseként.

## Történelmi feljegyzések
- 『伊達治家記録』（伊達氏の編年体公式記録。全529巻578冊）
- 『貞山公治家記録』
- 『成実記』（伊達成実の著作とされる）
- 『伊達家史叢談』（著者：伊達邦宗）

## Linkek
- せんだい教材アーカイブ「伊達政宗」（1986年 仙台市教育委員会）
- 伊達家伯記念會「伊達政宗博物誌」
- 瑞鳳殿（伊達政宗墓所）公式HP
- 要説宮城の郷土誌 (1983年)(仙台市民図書館,種部金蔵 編) PDF